# Riske Lemmens
Riske Lemmens (Aalst, 21 november 1974) is een Belgische illustrator van kinderboeken.

## Leven
Lemmens was vroeger een grote fan van jeugdauteurs Roald Dahl en Anthony Horowitz. Toen ze op haar vijftiende illustraties van Kristien Aertssen zag, wist ze dat ze dezelfde weg op wou gaan. Even twijfelde ze nog aan een universitaire opleiding tot ingenieur biochemie, maar het werd toch grafische vormgeving aan de Koninklijke Academie voor Schone Kunsten van Antwerpen.
Haar jeugddroom om kinderboeken te maken kwam al vrij snel uit, toen ze als pas afgestuurde de eerste prijs van de Stad Hasselt won.
Sinds 1997 werkt Lemmens als freelance illustrator voor verschillende Belgische en Nederlandse uitgeverijen. Af en toe schrijft ze ook zelf een prentenboek. Daarnaast geeft ze les in de Academie van Borsbeek. Lemmens leverde ook verschillende bijdragen aan kindertijdschriften zoals Doremi, Zonnekind en Dopido.

## Werk
Na een hele tijd geëxperimenteerd te hebben met verschillende technieken, specialiseerde Lemmens zich in een acryl-schildertechniek en een combinatie van analoge en digitale technieken. Elementen die steeds terugkeren in haar werk zijn humor en fantasie. De illustraties zijn levendig, met grappige details en speelse invalshoeken.
Als ze tekent, vraagt zich af wat ze als kind zelf leuk zou vinden om te lezen of om te zien. Dat kinderen haar werk ook echt weten te appreciëren, blijkt uit de bekroningen door de Kinder- en Jeugdjury Vlaanderen. Intussen verzorgde ze al meer dan 80 boeken van illustraties.

## Bekroningen
- 1996: Prijs van de stad Hasselt voor Doosje Monsters
- 2002: Kinder- en Jeugdjury Vlaanderen voor Waar is Sinterklaas?
- 2003: Kinder- en Jeugdjury Vlaanderen voor Kleine Bobo